# Robert Evander McNair

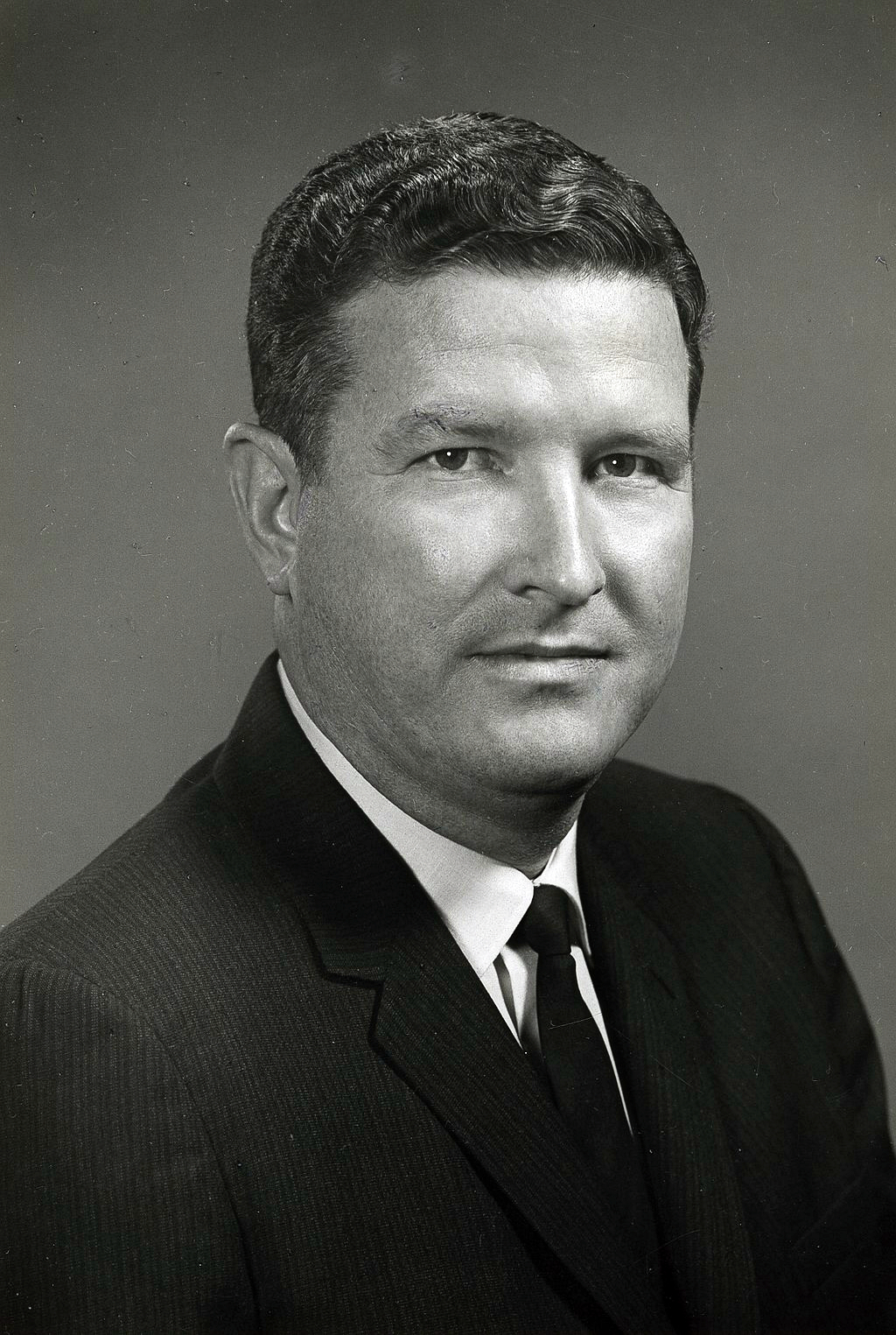
Robert Evander McNair (1966)

Robert Evander McNair (* 14. Dezember 1923 in Cades, Williamsburg County, South Carolina; † 17. November 2007 in Charleston, South Carolina) war ein US-amerikanischer Politiker und zwischen 1965 und 1971 Gouverneur des Bundesstaates South Carolina.

## Frühe Jahre und politischer Aufstieg
Robert McNair diente während des Zweiten Weltkrieges als Angehöriger der US-Marine im pazifischen Raum. Anschließend studierte er an der University of South Carolina. Im Jahr 1948 bestand er sein juristisches Examen, worauf er in Moncks Corner eine Kanzlei eröffnete. Von 1951 bis 1962 war McNair Abgeordneter im Repräsentantenhaus von South Carolina. Im Jahr 1962 wurde er zum Vizegouverneur seines Staates gewählt. Als der amtierende Gouverneur Donald Stuart Russell am 22. April 1965 von seinem Amt zurücktrat, um in den US-Senat zu wechseln, wurde McNair sein Nachfolger.

## Gouverneur von South Carolina
Zunächst musste McNair die angebrochene Amtszeit seines Vorgängers beenden. Am 8. November 1966 wurde er dann mit 58,2 % der Wählerstimmen gegen Joseph Rogers für vier volle Jahre in seinem Amt bestätigt. Seine gesamte Amtszeit war überschattet von den Unruhen im Zusammenhang mit der Rassenfrage. Es war die Zeit der Bürgerrechtsbewegung. So kam es am 8. Februar 1968 zu dem so genannten Orangeburg-Massaker, als während einer Demonstration die Polizei in die Menge von Studenten schoss. Bei diesem Vorfall wurden drei schwarze Studenten getötet und 27 verletzt. Der Gouverneur gab den Aktivisten der „Black-Power“-Bewegung die Schuld an den Toten. Trotzdem bemühte er sich daraufhin verstärkt um einen Abbau der Spannungen zwischen den Rassen. Es folgte die Desegregation der Schulen und eine Reform des Schulwesens in South Carolina. Das Jahr 1970 war das erste integrierte Schuljahr in South Carolina, also das erste Jahr nach dem Ende der Segregation an den Schulen. Ab diesem Zeitpunkt gab es zumindest offiziell keine nach Rassen getrennte Schulen in South Carolina mehr. Schon 1965 war der erste schwarze Student an der bis dahin für Weiße reservierten Furman University zugelassen worden. Im gleichen Jahr wurde das Wahlrecht durch ein Bundesgesetz für die schwarze Bevölkerung wieder erleichtert. Bis dahin war dieses offiziell bestehende Recht widerrechtlich an Auflagen gebunden, die die meisten Schwarzen von den Wahlen ausschlossen. Im November 1970 wurden die ersten schwarzen Abgeordneten im 20. Jahrhundert in das Staatsparlament gewählt.

## Weiterer Lebensweg
Nach dem Ende seiner Amtszeit am 19. Januar 1971 wurde er Teilhaber einer großen Anwaltskanzlei. Außerdem war er noch Direktor einer Lebensversicherung, der Southern Railway Systems und verschiedener anderer Firmen. Er starb im November 2007. Robert McNair war mit Josephine Robinson verheiratet, mit der er vier Kinder hatte.